# Jamicy
Jamicy (biał. Яміцы; ros. Ямица, Jamica; pol. hist. Jamica) – wieś na Białorusi, w obwodzie homelskim, w rejonie żytkowickim, w sielsowiecie Rudnia.